# 73式中型トラックに関連する作品の一覧

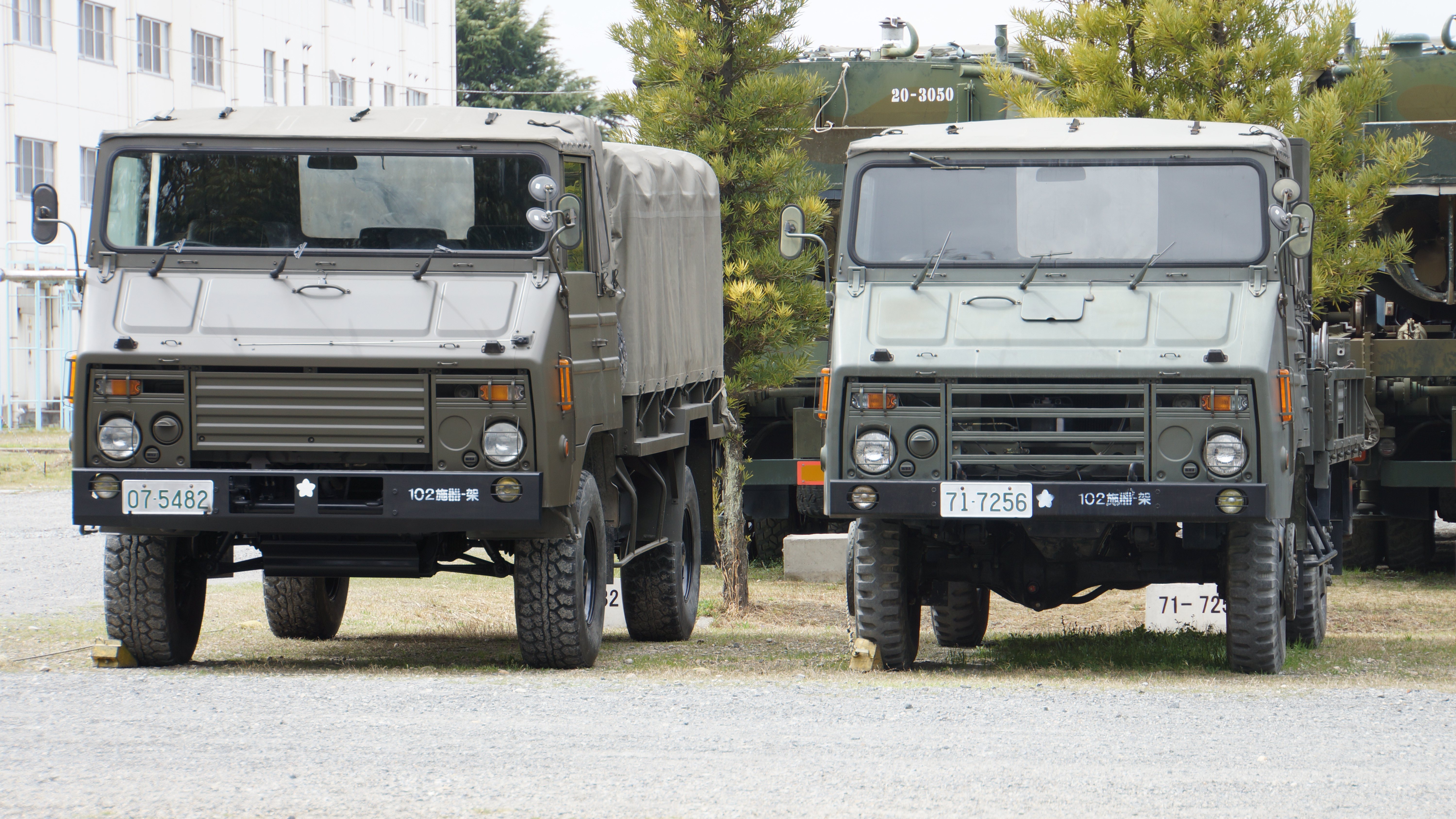
73式中型トラック新型（左）と旧型（右）

73式中型トラックに関連する作品の一覧（ななさんしきおおがたトラックにかんれんするさくひんのいちらん）は、自衛隊が装備する汎用中型軍用車両（トラック）、73式中型トラック（1 1/2tトラック）に関連する作品の一覧である。	
73式中型トラックは、73式大型トラック・73式小型トラックとともに自衛隊において最も一般的な車両であり、そのため、自衛隊が登場する映画・テレビドラマに出演することが多い。	

## 映画
『20世紀少年 第1章 終わりの始まり』
自衛隊の旧型が登場。巨大ロボットの迎撃に向かう普通科部隊を、73式大型トラックなどとともに市ヶ谷付近へ輸送する。
『Fukushima 50』
第6特科連隊所属の旧型が登場。福島第一原子力発電所事故発生を受け、消防車とともに福島第一原子力発電所へ災害派遣される様子が描写されている。
『浅田家!』
陸上自衛隊の旧型が登場。東日本大震災時に地震および津波による被害を受けた岩手県野津町へと災害派遣される。
『暗殺教室〜卒業編〜』
旧型と新型が登場。殺せんせー抹殺のための「最終ミッション」発動を受け、椚ヶ丘中学校3年E組校舎を覆う対超生物バリアの周囲に展開しており、「登校」を目指すE組生徒による攻撃に巻き込まれる。
『ウルトラシリーズ』
『ウルトラマンコスモス THE FIRST CONTACT』
国家緊急部隊シャークスの輸送車両として旧型が登場。Kニュータウンに呑龍が出現したことを受けて出動し、歩兵部隊を現場まで輸送する。
『シン・ウルトラマン』
陸上自衛隊の新型が登場。神北市の山間部へのガボラの出現に際して、近辺に設けられた現地合同対策本部に配置されている。その後、六本木のビル街ににせウルトラマンが出現した際にも出動している。

『カイジ 人生逆転ゲーム』
帝愛グループが所有する車両として旧型が登場。主人公らブレイブ・メン・ロード（電流鉄骨渡り）に臨む債務者たちを、地下強制労働施設から会場となるスターサイドホテルまで輸送する。
『神さまの言うとおり』
旧型が登場。謎の立方体が上空に静止した東京タワーの周囲へと自衛隊員を輸送する。
『ガメラシリーズ』
『ガメラ2 レギオン襲来』
陸上自衛隊の旧型が登場。冒頭で北海道に落下した隕石と5日後に札幌市に出現した草体、および札幌市営地下鉄構内の調査に向かう化学防護小隊を真駒内駐屯地から輸送し、続いて草体の爆破が決定されたことを受け、草体の攻撃に向かう普通科部隊を輸送する。その後、札幌市のものより成長速度が早い草体が出現した仙台市へも出動。栃木県から群馬県にかけて行われたレギオン迎撃においては、防衛拠点の戦闘指揮所前から偵察用オートバイに先導されて出動するほか、群馬・埼玉県境の最終防衛ラインに配置される。
札幌のシーンでは第11師団司令部付隊所属車両が、仙台のシーンでは第22普通科連隊所属車両が、レギオン迎撃のシーンでは第1普通科連隊の所属車両が撮影に使用されている。
『ガメラ3 邪神覚醒』
第37普通科連隊所属の旧型が登場。イリスに襲撃された南明日香村の調査や、防衛出動命令を受けてイリスを攻撃すべく信太山駐屯地から吉野山まで前進する際に、普通科部隊の輸送に用いられる。
『小さき勇者たち〜ガメラ〜』
陸上自衛隊の旧型が登場。緋島と名古屋市にて、ガメラ（トト）の捕獲に向かう普通科部隊を輸送する。また、緋島ではジーダスによる被害を受けて設けられた避難所にも派遣されている。

『仮面ライダーW FOREVER AtoZ/運命のガイアメモリ』
傭兵集団「NEVER」の車両として旧型が登場。NEVERが風都タワーを占拠する際に輸送に使用される。
『感染列島』
旧型が登場。ウイルス「ブレイム」による新型感染症発生地域の封じ込めに従事する。
『木更津キャッツアイ ワールドシリーズ』
陸上自衛隊の旧型が登場。自衛隊によって木更津沖で行われる、太平洋戦争終戦直後に日米親善高校野球大会のアメリカチームを乗せて沈没した船の引き揚げを支援する。
『希望の国』
陸上自衛隊長島駐屯地（架空）所属車両として旧型が登場。長島県沖を震源とする大地震に伴う長島第一原子力発電所での事故発生を受け、大葉町内に指定された警戒区域の立入禁止措置に従事する。
『銀魂2 掟は破るためにこそある』
鬼兵隊の戦力として、旧型の荷室をパネルバン状にした車両が登場。真選組局長が乗った列車への襲撃に参加する。
『劇場版 ラジエーションハウス』
第33普通科連隊所属の旧型が登場。台風8号が通過した後の伊豆諸島美澄島へ災害派遣され、直接的な被害に対する活動に加え、被災に伴う井戸水の汚染に起因するカンピロバクター腸炎の蔓延への対応の支援にも従事する。
『ゴジラシリーズ』
『ゴジラvsビオランテ』
第1あるいは第34普通科連隊所属の旧型が登場。ゴジラとビオランテの接触に備えてビオランテのいる芦ノ湖湖畔に展開する。
『ゴジラvsキングギドラ』
陸上自衛隊の旧型が登場。未来人たちから指名された主人公たちを、富士山麓に着陸したMOTHER（未来人のタイムマシン）まで輸送する。
撮影には富士教導団所属車両が使用されている。
『ゴジラ2000 ミレニアム』
第1師団所属の旧型が登場。ミレニアンのUFOが東京上空へ飛来した際は、住民の避難誘導を行う普通科部隊を輸送し、UFOの爆破が決定された際は、UFOが着陸している西新宿のシティタワーへブラスト・ボムの設置に向かう自衛隊特殊工作隊を輸送する。
『ゴジラ×メガギラス G消滅作戦』
陸上自衛隊の旧型が登場。冒頭にて、1996年の大阪に襲来したゴジラの迎撃に向かう自衛隊の対ゴジラ特殊部隊を輸送する。
『ゴジラ・モスラ・キングギドラ 大怪獣総攻撃』
防衛軍（防衛陸軍）の車両として旧型が登場。対ゴジラ迎撃戦が行われる横浜市に展開し、物資や人員を輸送する。
『ゴジラ×メカゴジラ』
陸上自衛隊の旧型が登場。ゴジラが上陸する館山市や八景島、品川に展開しており、品川のシーンでは品川東病院から避難する患者たちを輸送する。
また、特生自衛隊の車両としても登場しており、特生自衛隊の習志野駐屯地内などに駐車している。
品川のシーンの撮影には第1普通科連隊所属車両が使用されている。
『ゴジラ×モスラ×メカゴジラ 東京SOS』
陸上自衛隊の旧型・新型が登場。ゴジラに対する品川防衛ラインに配置される90式戦車などの自衛隊車両群の通行ルート上や、連隊指揮所が設置された日比谷公園に配置される。
撮影には富士教導団所属車両が用いられている。
『シン・ゴジラ』
陸上自衛隊の新型が登場。立川広域防災基地に配置されており、ゴジラに対する「ヤシオリ作戦」に参加する第32普通科連隊などを輸送する。

『最終兵器彼女』
陸上自衛隊の旧型が登場。最終兵器に改造された少女「ちせ」とともに行動する部隊に配備されており、うち1両は敵側各国軍との交戦時に乗車する普通科隊員が全滅し、行動不能に陥る。
作品の主な舞台は北海道だが、登場する車両の仕様は広島県に駐屯する第47普通科連隊のものになっている。
『サトラレ TRIBUTE to a SAD GENIUS』
陸上自衛隊の旧型が登場。ボーイング 737が墜落事故を起こした身延山へ、救助に出動する部隊に含まれている。
『次元大介』
泥魚街の武装兵が用いる車両として旧型が登場。泥魚街の中枢であるビル「鯉のぼり」の周囲に配置され次元大介の襲撃を迎え撃つが、燃料タンクをコンバット・マグナムによって撃ち抜かれ、周囲の武装兵を巻き込み爆発する。
『屍人荘の殺人』
旧型と新型が登場。テロとして蔓延させられたウイルスによってゾンビが大量発生した長野県婆可安湖畔へ、生存者の検疫などにあたる隊員を輸送する。
『ゼブラーマン』
旧型が登場。宇宙人が潜伏する横浜市八千代小学校へ普通科部隊を輸送する。
『戦国自衛隊1549』
極秘実験中の事故で戦国時代へタイムスリップした第三特別実験中隊を救出するため現代から1549年に送り込まれたロメオ隊の装備として、陸上自衛隊の新型が登場。1両が配備されている。
また、虚数空間の存在を隠すために富士山麓に設営された自衛隊の偽装基地内に、陸上自衛隊の新型が多数駐車している。
『宣戦布告』
第14普通科連隊所属の旧型が登場。敦賀半島に侵入した北東人民共和国特殊部隊に対処するため出動し、特殊部隊に対して行われる「はぎ作戦」に投入される普通科中隊を、西方ヶ岳南側の麓まで輸送する。
本作は自衛隊の協力を得ることができなかったため、撮影には民間が所有する車両が使用されている。
『大怪獣のあとしまつ』
特務隊および国防軍の輸送車両として旧型が登場。利根川下流域で死体となり鎮座する怪獣「希望」への対処に従事する。特務隊所属車は死体近辺に設けられた基地「Zビレッジ」に配置されている。国防軍所属車は死体の凍結作戦や、死体周囲に設けられた立ち入り禁止区域の封鎖に参加するが、いずれも退避を余儀なくされている。
『超力戦隊オーレンジャー』
マシン帝国バラノイアが用いる車両として旧型が登場。皇子ブルドントが監督する映画『機械帝国の世紀』の撮影現場となったブルドントスタジオにて、バーロ兵や「機械人間」の戦闘シーンで使用される。
『天空の蜂』
新型が登場。強奪された航空自衛隊の架空の輸送ヘリコプター「CH-50J」の高速増殖原型炉「新陽」に対する落下が予告されたことを受け、敦賀付近に設けられた前線避難所に展開する。また、エピローグでは東日本大震災時の災害派遣が描かれている。
『図書館戦争 THE LAST MISSION』
関東図書隊の輸送車両として旧型が登場。冒頭にて、回収した図書を武蔵野第一図書館に搬入するためメディア良化隊の封鎖線を突破しようとするが、良化隊からの銃撃によってタイヤが損傷し、走行不能となったため放棄されてしまう。また、水戸準基地への図書特殊部隊の移動にも使用される。
『日本沈没』（2006年版）
陸上自衛隊の旧型が登場。「日本沈没」の進行に伴い生じた各地の被災地へ災害派遣され、避難民や国宝を輸送する。1t水タンクトレーラを牽引している車両もある。
撮影には通信保全監査隊などの車両が使用されている。
『バトル・ロワイアル』
防衛軍の車両として旧型が登場。BRの開催地となった無人島の廃校に展開している。
『バトル・ロワイアルII 鎮魂歌』
防衛軍の車両として旧型が登場。BRIIの本部に配置されている。

『八岐之大蛇の逆襲』
防衛隊第13連隊の車両として旧型が登場。八岐之大蛇出現を受けて駐屯地から米子市まで機械化歩兵部隊を輸送する。
第3師団の車両を撮影した映像が使用されている。

## テレビドラマ・オリジナルビデオ
『GAME OF SPY』
第9話にて、国際テロ組織「ムンド」が用いる車両として旧型が登場。東京でのバイオテロ実行に向かう工作員らを輸送するが、出発直後に公安調査庁のスパイ機関「GOS」の襲撃を受け、戦闘に巻き込まれる。
『SFX巨人伝説ライン』
富士教導団所属の旧型が登場。第10話と第11話にて、対バグズン戦の支援に出動する。
『SICK'S 〜内閣情報調査室特務事項専従係事件簿〜』
陸上自衛隊の新型が登場。『恕乃抄』第1話では、特殊能力者（SPEC HOLDER）たちの探索および確保・処分に赴く特殊工作隊の隊員を輸送して、富士駐屯地から出動する。
『THE DAYS』
第8話に陸上自衛隊の新型が登場。福島第一原子力発電所事故に際して、建屋への放水に向かうべく駐屯地で準備を進めるCH-47Jの周囲に配置されている。
『相棒』
Season18第9話に新型が登場。サルウィン共和国の難民キャンプで物資輸送に用いられており、キャンプを訪れる日本人記者を便乗させる。
『いざ、という時のために』
陸上幕僚監部の企画による予備自衛官等制度広報ドラマ。陸上自衛隊の旧型が登場。大型地震の発生を受けて災害派遣隊が出動した後の駐屯地に駐車されている。
『インハンド』
第10話・第11話に陸上自衛隊の旧型と新型が登場。栃木県相羽村（架空）で発生した新型エボラウイルスに対処するため、防衛大臣によって高機動車とともに封鎖された相羽村に派遣される。
『永遠の0』
第3話に日本海軍の車両として登場。鹿屋基地内に駐車されている。
ロケ地となった木更津駐屯地の車両がそのまま撮影に使用されている。
『仮面ライダー剣』
第6話・第7話に旧型が登場。ピーコックアンデッド（伊坂）配下のコマンドが、烏丸啓や剣崎一真を追跡・拉致する際に三菱・ジープとともに用いる。
『君と世界が終わる日に』
旧型が登場。Season1では、陸上自衛隊横須賀駐屯地（架空）所属とされる車両がゾンビ「ゴーレム」が蔓延し緊急封鎖区域となった三浦半島で運用され、初登場となる第2話では一時事故に遭いながらも救出した生存者を横須賀駐屯地へ輸送する。Season3では、ゴーレムによって日本の法治が崩壊する中で2輌が新興宗教団体「光の紋章」の手に渡っていたが、富士山裾野の教団施設を襲撃した武装集団「X」に強奪され、彼らの移動手段として用いられる。
『星間特捜アサルトライザー』
第3話に陸上自衛隊の新型が登場。東シナ海から日本に上陸した金剛コングを迎え撃つべく出動する部隊に含まれている。
『星獣戦隊ギンガマン』
第49話に宇宙海賊バルバンが用いる車両として旧型が登場。バットバス率いるヤートットたちが市街地で地球魔獣を捜索する際に使用する。
『戦国自衛隊・関ヶ原の戦い』
戦国時代へタイムスリップした陸上自衛隊の装備として、第1師団所属の新型が登場。主人公の1人である伊庭二尉が率いる普通科小隊に1両配備されている。
『鉄甲機ミカヅキ』
第1話に第1特科連隊所属の旧型が登場。六本木上空のスイカイドムを調査すべく出動するが、跳ね返された調査ロケットの爆発に巻き込まれてしまう。その後もスイカイドムの周囲の封鎖に従事している。
なお、撮影に用いられた車両の仕様は第32普通科連隊所属車両のものとなっている。
『トークサバイバー!〜トークが面白いと生き残れるドラマ〜』
シーズン2第8話にて、地球連合政府の輸送車両として旧型が登場。主人公である大悟らお笑い芸人のクローンたちが異星人との「交渉」に臨んでいる館の周囲を包囲すべく、歩兵部隊を輸送する。
『日本沈没-希望のひと-』
陸上自衛隊の車両が登場。第5話では関東沿岸部の沈没を受けて、旧型が首都圏へ、第55普通科連隊所属とされる新型が神奈川県松葉町へ災害派遣される。第9話では日本沈没が迫る中、旧型と新型が北海道にて残留者の避難作業に従事する。
『平成ウルトラシリーズ』
『ウルトラセブン誕生30周年記念3部作』
第2話に地球防衛軍の輸送車両として旧型が登場。ガッツ星人が潜伏する不動岳付近の港湾まで歩兵部隊を輸送する。
『ウルトラマンガイア』
G.U.A.R.D.の輸送車両として旧型が登場。第4話ではプライマルメザードの出現を受けてお台場へ、第33話ではシャザックが潜むアルバータ州の森林地帯へ出動する。

『ぼくらの勇気 未満都市』
第8話に陸上自衛隊の旧型が登場。T幕原型を積んだ人工衛星が落下した千葉県幕原地区（架空）の封鎖に当たる。
『世にも奇妙な物語 '16春の特別編』
通算第504話に政府軍の輸送車両として新型が登場。ニュー・イバラキ軍との戦場に近い築久（架空）の前線基地に配備されており、物資や人員を輸送する。

## アニメ・漫画
『コードギアス 反逆のルルーシュ』
第1話に登場。
『ザ・コクピット』
旧型が登場。「メフィスト」ではメフィスト師団が、「永久地雷原」ではメインランド国軍が運用している。
『続・戦国自衛隊』
漫画・小説版に戦国時代へタイムスリップした自衛隊の装備として、陸上自衛隊の旧型が登場。漫画版では、火縄銃対策のために竹束を側面などに括り付けて防御力を上げ、荷台に機関銃を搭載するなどしてガントラック化され、「関ヶ原の戦い」に投入される。
『日本国召喚』
漫画版第3巻に登場。ロウリア首都へ進撃する陸上自衛隊第7師団の車列の中に含まれている。
『ひぐらしのなく頃に解』
アニメ版第2期に登場。雛見沢村に災害派遣で出動する。
『レイドオントーキョー』
第2普通科連隊所属車両が登場。スペツナズに待ち伏せを受けたり、Su-27 フランカーに空爆されてしまう。

## 小説
『ゼウス―人類最悪の敵』
第18普通科連隊所属車両が登場。北海道に出現した「ゼウス」と呼称される怪物の対処に向かう普通科隊員たちを輸送する。
『東京地獄変』
富士教導団所属車両などが登場。東風3号が直撃した東京へ救助活動に向かう自衛隊員たちを輸送する。

## ゲーム
『Wargame Red Dragon』
自衛隊デッキに「CHUGATA CARGO」の名称で登場。

## その他の映像作品
『Adventure in the East』
MVに陸上自衛隊の新型が登場。FATE GEARのメンバーによるパフォーマンスの背景として、ロケ地である朝霞駐屯地の車両が映り込んでいる。
『絶対に笑ってはいけないトレジャーハンター24時!』
白塗り集団が用いる車両として新型が登場。ヘイポーと新人トレジャーハンターである浜田、松本、田中を乗せて社へと輸送する。
『メーデー!:航空機事故の真実と真相』
シーズン3第3話に旧型が登場。日本航空123便墜落事故の際に救助のため災害派遣される模様が描写される。
実際の記録映像が使用されている。